# Kršnik
Breča (tal. breccia) ili  kršnik je vrsta stijenske mase sastavljene od lomljenih fragmenata minerala ili druge vrste stijena povezana u matrici od sitnozrnatog materijala koji kompozicijski može biti sličan ili različit od fragmenata.

## Osobine
Vrsta je klastičnih sedimentnih stijena. Zajedničko im je da su im čestice krupnozrnate, 0,063 - 2 mm. Breča može biti eruptivna (vulkanska i intruzivna) rasjedna breča (tektonska), borana breča, breča sklona klizanju, talus breča, sedimentna breča, impaktna breča, hidrotermalna brača. 
Breča je nastala sljepljivanjem uglatih komada istih ili različitih stijena.
Kršnik (breča) dijeli osobine s konglomeratom (valutičnjakom) jer je sedimentna stijena koja je vezana i ista je dimenzija krupnozrnatih čestica. Iste dimenzije posjeduju i šljunak i kršlje, ali su nevezani sedimenti.
Kršnik se od valutičnjaka razlikuje po još nekim osobinama. Kršnik izgrađuju uglati klasti (kršlje) i taloženjem kopnenog sedimenta. Valutičnjak izgrađuje obli klasti ili valutice (šljunak) i nastaje taloženjem vodenog sedimenta čija zaobljenost dolazi pod utjecajem djelovanja vode.

## Vanjske poveznice
- Službene stranice Prirodoslovne tehničke škole Split  Arhivirana inačica izvorne stranice od 17. rujna 2016. (Wayback Machine) Materijali - Geologija - 4. Razred (prirodoslovna gimnazija)
- Rudarsko-naftno-geološki fakultet  Arhivirana inačica izvorne stranice od 16. rujna 2016. (Wayback Machine) Ana Maričić: Nastavni i drugi sadržaji - Petrologija s geologijom